# Бережок (Приозерский район)
Бережок (до 1948 года Сипарила, фин. Siparila) — деревня в Раздольевском сельском поселении Приозерского района Ленинградской области.

## Название
Название Сипарила предположительно антропоним.
По постановлению общего собрания граждан зимой 1948 года деревне Сипарила было присвоено наименование Белый Бережок. Окончательно переименование было закреплено указом Президиума ВС РСФСР от 13 января 1949 года, причём название было сокращено до одного слова — Бережок.

## История

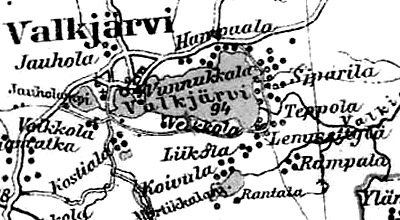
Деревня Сипарила на финской карте 1923 года

До 1940 года селение Сипарила входило в состав деревни Ярвенпяа волости Валкъярви Выборгской губернии Финляндской республики. 
С 1 января 1940 года в составе Торпильского сельсовета Раутовского района.
С 1 июля 1941 года по 31 мая 1944 года финская оккупация.
С 1 января 1945 года в составе Валкъярвского сельсовета.
С 1 октября 1948 года в составе Мичуринского сельсовета Сосновского района.
С 1 января 1949 года учитывается как деревня Бережок.
С 1 декабря 1960 года в составе Борисовского сельсовета Приозерского района.
С 1 февраля 1963 года — в составе Выборгского района.
С 1 января 1965 года — вновь в составе Приозерского района. В 1965 году деревня насчитывала 206 жителей. 
По данным 1966, 1973 и 1990 годов деревня Бережок входила в состав Борисовского сельсовета, административным центром которого была деревня Раздолье.
В 1997 году в деревне Бережок Борисовской волости проживали 34 человека, в 2002 году — 32 человека (все русские), административным центром волости была деревня Раздолье.
В 2007 году в деревне Бережок Раздольевского СП проживали 47 человек, в 2010 году — 43 человека.

## География
Деревня расположена в южной части района на автодороге 41К-264 (подъезд к дер. Бережок), к югу от автодороги 41К-017 (Пески — Подгорье).
Расстояние до административного центра поселения — 28 км.
Расстояние до ближайшей железнодорожной платформы Петяярви — 19 км. 
Деревня находится на восточном берегу Мичуринского озера. 

## Демография
| 2007 | 2010 | 2017 |
| ---- | ---- | ---- |
| 47   | ↘43  | →43  |

## Фото

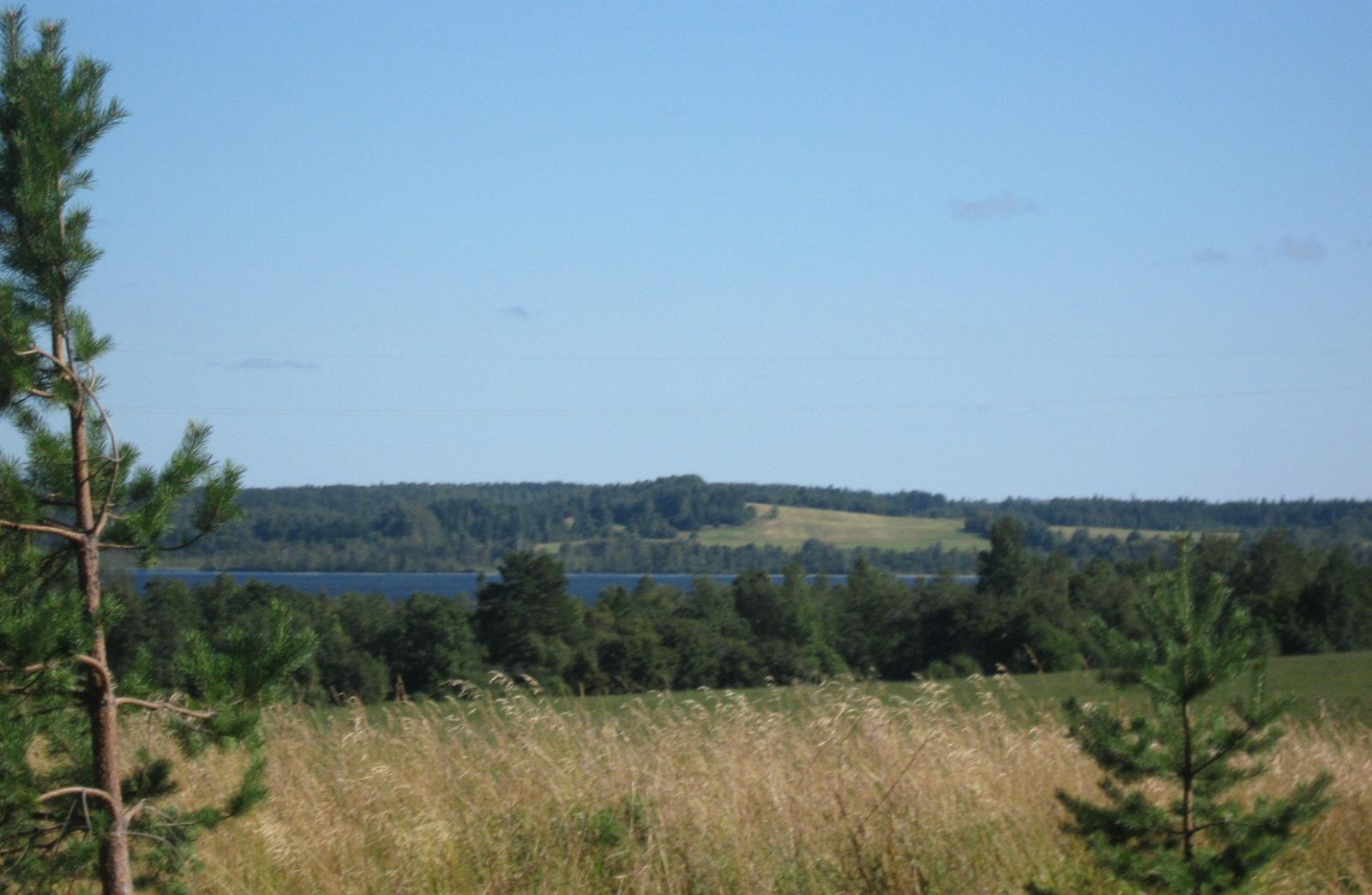
Вид на Мичуринское озеро из деревни. 2010 год

## Садоводства
Ручей.